# Drymaria
Drymaria é um género botânico pertencente à família Caryophyllaceae.

## Espécies seleccionadas
- Drymaria acuminata
- Drymaria adenophora
- Drymaria agapatensis
- Drymaria anomala